# Станев, Любен
Любен Николов Станев (4 декабря 1924, Пловдив, Третье Болгарское царство — 18 декабря 2009, София, Болгария) — болгарский писатель
, сценарист. Лауреат Димитровской премии (1984).

## Биография
После окончания в 1949 году медицинского факультета Пловдивского университета «Паисия Хилендарского», работал военным врачом. Стал одним из создателей и председателем Союза писателей-врачей Болгарии и вице-президент Международного союза писателей-врачей, член ЮНЕСКО.
В 1953 году поступил на Студию художественных фильмов «Бояна», где работал в качестве редактора, главного редактора и сценариста.
В 1966 году стал лауреатом премии «Золотая роза» на фестивале в Варне за фильмах «Царь и генерал» и «Наковальня или молот». В 1997 году стал первым лауреатом большой литературной премии «Димитр Димов», учреждённой Клубом врачей-писателей и газетой «Форум медикус».
Автор более 30 книг, сборников рассказов, повестей и романов, создал 15 киносценариев.

## Избранная библиография
Романы
- «Заледеният мост» (1972)
- «Софийска история» (1975)
- «Време за сделки» (1989)
- «Необяснимо привличане» (1994)
- «Вината» (1978)
- «Началото на здрача» (1996)
- «Недей ми казва сбогом» (1978)

Рассказы и новеллы
- «Бридж през ноември» (2005)
- «Мъже в командировка» (2001)
- «Студена къща» — сборник рассказов (1957)

Мемуары и документалистика
- «Докато се раждаха филмите» (2003)
- «Старите квартири» (2002)
- «Един живот не стига: Разговори, спомени, портрети» (2000)

Сценарии
- Софийска история (1990)
- Човек на паважа (1987)
- Тази хубава зряла възраст (1985)
- Предупреждение (1981)
- Вината (1976)
- Изкуствената патица (1974)
- Наковальня или молот (1972)
- Мъже в командировка (1969)
- Царь и генерал (1966)
- Малката (1959)

## Награды
- Орден «Кирилл и Мефодий» первой степени (1974)
- Орден «Кирилл и Мефодий» второй степени (1978)
- Орден Народной Республики Болгария второй степени (1984)
- Димитровская премия (1984)
- Литературная премия «Димитр Димов»